# Saint-Pierre-le-Vieux (Sekwana Nadmorska)
Saint-Pierre-le-Vieux – miejscowość i gmina we Francji, w regionie Normandia, w departamencie Sekwana Nadmorska.
Według danych na rok 1990 gminę zamieszkiwały 203 osoby, a gęstość zaludnienia wynosiła 29 osób/km² (wśród 1421 gmin Górnej Normandii Saint-Pierre-le-Vieux plasuje się na 698. miejscu pod względem liczby ludności, natomiast pod względem powierzchni na miejscu 535.).